# Cuestión de Pirara

El Arbitraje de 1904 dividió el territorio de Pirara entre Brasil y la Guayana Británica; la parte asignada a los británicos es reclamada por Venezuela como parte de la Guayana Esequiba.

La Cuestión del Pirara (Questão do Pirara en portugués, Pirara Dispute en inglés) o Disputa del Pirara es el nombre de una disputa territorial de 33 200 km² a principios del siglo XX en lo que actualmente es parte del estado brasileño de Roraima y parte del suroeste de la actual República Cooperativa de Guyana (antigua Guayana británica). A su vez, la parte asignada a Guyana forma parte del territorio conocido como Guayana Esequiba, el cual es reclamado por Venezuela.

## Historia
Después del Laudo arbitral de 1899 que otorgó la mayor parte del territorio Esequibo reclamado por Venezuela a la Guayana Británica, el Reino Unido propuso un nuevo laudo pero esta vez para delimitar su frontera con Brasil, en territorio de Pirara después reclamado por Venezuela.
En el año de 1835 el explorador de origen alemán Robert Schomburgk estuvo en la región realizando el levantamiento de la geografía física de la Guyana Interior para el gobierno británico y envió a Londres varios relatos contando la casi inexistencia de la soberanía portuguesa sobre el territorio de Roraima, por lo que sugirió a los británicos que ocupasen algunas áreas con el objetivo de establecerse definitivamente.
La corte británica y la opinión pública expresaron gran aprobación por el relato de Schomburgk y se decidió enviar un misionero protestante llamado Thomas Yound. Este llegó a la región del Pirara y convirtió algunos indígenas a la religión protestante. También les enseñó el idioma inglés e izó el pabellón británico en suelo roraimense.
El presidente de la provincia de Pará, el general Soares de Andréia, ordenó que el comandante del fuerte de ese entonces, el capitán Ambrósio Aires y el fraile José Santos Inocentes instaran al misionero a retirarse de la región; Yound cumplió la exigencia llevándose con él a los indígenas que había evangelizado en su religión.
La tentativa de dominio de la región por parte de los británicos no terminó ahí y a partir de 1840 comenzó una gran controversia de delimitación cuando el explorador Robert Schomburgk dibujó un mapa, que mostraba la región del Tacutu, del Mau y parte del Surumu como propiedad de tribus indígenas, que posteriormente envió a Londres. Con este mapa Schomburgk también estableció una nueva frontera entre el Imperio del Brasil y la Guyana estableciendo como límite los ríos Cotingo y Surumu.
El mapa llamó la atención de la opinión pública británica, la cual pasó a exigir que las sugerencias cartográficas hechas por Schomburgk fueran acatadas por el gobierno británico. En ese momento, la presencia brasileña en la región estaba en decadencia debido a la presencia de la familia real portuguesa en el sur, sin embargo el gobierno de Pará protestó en Belem ante el cónsul británico, y luego, el gobierno brasileño hizo lo mismo en Londres por medio del embajador en esa ciudad. Estas protestas hicieron desistir temporalmente al gobierno británico de la apropiación definitiva de esas nuevas tierras. En 1842, fue recibida en Londres una recomendación brasileña para que el área en disputa (La región de Rupununi) entrara en arbitraje neutral.
El Reino Unido estuvo de acuerdo en entrar a un arbitraje, pero no renunció a sus derechos sobre la zona en disputa. Esta disputa diplomática se prolongó hasta el año de 1898, en que Brasil aceptó la propuesta de los británicos de someter la decisión del arbitraje a un gobierno imparcial, para lo que se escogió al gobierno italiano. El abogado Joaquim Nabuco fue el defensor de los intereses brasileños ante la corte de Víctor Manuel III, encargada de la decisión final. Nabuco defendió a Brasil con el argumento de la supremacía lusófona en la región que presentó en dieciocho volúmenes de material probatorio recopilado por él mismo.
En el año de 1904 la decisión fue tomada por el rey italiano: 19.630 km² serían entregados al Reino Unido (pasaron a ser territorios de la Guyana, hoy reclamados por Venezuela como parte de la Guayana Esequiba), y 13.570 km² fueron asignados a Brasil, estableciendo definitivamente el límite de los dos países en la región. A pesar de esto, los argumentos del gobierno brasileño, en cabeza de Nabuco no fueron en vano, pues sin esta defensa, el área perdida hubiese sido casi del doble del tamaño definitivo.
Con este arbitraje, el Reino Unido obtuvo acceso a las aguas del río Amazonas por los ríos Ireng y Tacutu y Brasil perdió el acceso a las aguas de la cuenca del Esequibo, a través del Río Rupununi.